# ستاره دریایی مراکش
ستاره دریایی مراکش (نام علمی: 'Marocaster') سرده‌ای از ستاره‌های دریایی هستند که در اوایل دوره کرتاسه منقرض شدند. این سرده در سال ۲۰۱۱ توسط دانیل بی بلک و رولاند ریبول با تشریح گونه M. coronatus معرفی شد.